# 韋達跳躍
韋達跳越（英語：Vieta jumping）是一個處理數論的證明技巧。通常是藉韋達定理，來對根進行無窮遞降法。

## 歷史
韋達跳越在国际奥林匹克数学竞赛（IMO）裡是一個相對較新的數論解題技巧，在1988年IMO第一次出了這類的題目，且被認為是當年最難的題目。Arthur Engel 曾寫了關於這問題的一段描述：
六名澳洲解題委員會委員沒有一人在六小時時限內解出。其中有兩名是塞凱賴什·哲爾吉和他老婆，都是有名的解題者和出題者。另外四名是澳洲數論學家。這題被他們標記上雙重星號，意味著這題是極難的。經過一長時間的討論，評審委員仍將他列在該年的最後一題。十一名學生給出了完美的解答。
在十一名學生中，有一名即為知名的菲爾茲獎得主吳寶珠。

## 標準型韋達跳躍
標準型韋達跳躍的中心概念是反證法，由下列步驟所組成：
1. 假設存在一個不符合題意的解。
2. 借由此解製造出的最小解{\displaystyle (x,y)}，我們可以找到一個更小的解，但這和最小解{\displaystyle (x,y)}是相違背的。

注：{\displaystyle (x,y)}的"最小"由一個函數{\displaystyle f(x,y)}給出，通常可令{\displaystyle f(x,y)=x+y}。

### 範例
1988 IMO #6
{\displaystyle a}和{\displaystyle b}是正整數，且{\displaystyle ab+1}整除{\displaystyle a^{2}+b^{2}}。試證{\displaystyle {\frac {a^{2}+b^{2}}{ab+1}}}為完全平方數。

1. 令k = a2 + b2/ab + 1。我們假設在滿足題目的條件下，存在一個或更多不是完全平方數的解k。
2. 對特定k，使(A, B)為其對應解中A + B最小的，不失一般性可假設A ≥ B。用變數x取代A，重整方程式可得x2 – (kB)x + (B2 – k) = 0，其中一根為x1 = A。利用韋達定理，可將另一根表示成x2 = kB – A或是x2 = B2 – k/A。
3. 從x2的第一個表示式可得x2為整數，第二個表示式可得x2 ≠ 0因為k不是完全平方數。進一步的，我們從x22 + B2/x2B + 1 = k > 0可得x2為正數。最後，從 A ≥ B可推出x2 = B2 − k/A < A，所以x2 + B < A + B，與A + B為最小矛盾。

## 常數型韋達跳躍

### 範例
{\displaystyle a}和{\displaystyle b}是正整數，且{\displaystyle ab}整除{\displaystyle a^{2}+b^{2}+1}，試證{\displaystyle 3ab=a^{2}+b^{2}+1}。

## 幾何解釋

### 範例
1988 IMO #6一樣可以使用幾何解釋解出。{\displaystyle a}和{\displaystyle b}是正整數，且{\displaystyle ab+1}整除{\displaystyle a^{2}+b^{2}}。試證{\displaystyle {\frac {a^{2}+b^{2}}{ab+1}}}為完全平方數。